# Chionaema aurora
Chionaema aurora là một loài bướm đêm thuộc phân họ Arctiinae, họ Erebidae.